# رافض اسماعیلف
رافض اسماعیلف (ترکی آذربایجانی: Rafiz Rza oğlu İsmayılov; ۳۰ مارس ۱۹۳۹ –) نقاش، کارگردان فیلم، فیلم‌نامه‌نویس، و فیلم‌ساز بازیگر سینما، دستیار نقاش، نگارگر تزئینی و نقاش خلق آذربایجان (۲۰۰۰) است.

## زندگی‌نامه
رافض اسماعیلف ۳۰ مارس سال ۱۹۳۹ در باکو چشم به جهان گشود. وی دانش‌آموخته «مدرسه دولتی نقاشی آذربایجان» در سال ۱۹۶۲ بود. در میان سالهای ۱۹۶۶ الی ۱۹۷۲ در رشته نقاشی دانشکده دولتی سراسری فیلم‌برداری شوروی در مسکو به ادامه تحصیل پرداخت. از سال ۱۹۷۲ تاکنون در مؤسسه دولتی تولید فیلم آذربایجان‌فیلم فعالیت دارد. او طراح و کارگردان بسیاری از فیلم‌های بلند و نمایش‌های تئاتر و نقاش و کارگردان چندین فیلم پویانمایی است. رافض اسماعیلف همچنین چندین کتاب را مصور کرده‌است.

## نشان‌ها و جوایز
- جایزه دولتی آذربایجان شوروی - ۱۹۷۸[۳]
- عنوان افتخار نقاش افتخاری آذربایجان شوروی - ۱ دسامبر ۱۹۸۲
- نقاش خلق جمهوری آذربایجان- ۱۸ دسامبر ۲۰۰۰[۴]
- جایزه سلطان محمد - ۲۰۰۶
- «جایزه پری طلایی» - ۲۰۱۵[۵]